# Unia Socjalistyczna Europy Środkowo-Wschodniej

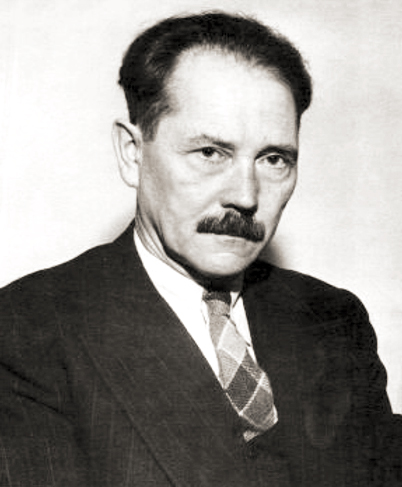
Zygmunt Zaremba, jeden z twórców i przewodniczący SUCEE od 1950 do 1964

Unia Socjalistyczna Europy Środkowo-Wschodniej (Socialist Union of Central-Eastern Europe − SUCEE) − organizacja emigracyjnych partii socjalistycznych i socjaldemokratycznych z krajów "bloku wschodniego", działająca od 1949 do 1992, posiadająca status doradczy w Międzynarodówce Socjalistycznej.

## Historia
SUCEE powstało w 1949, gdy dotychczasowe partie socjalistyczne krajów Europy wschodniej, podporządkowane już partiom komunistycznym, opuściły Komitet Międzynarodowych Konferencji Socjalistycznych (COMISCO), przygotowujący utworzenie Międzynarodówki Socjalistycznej. Umożliwiło to zaktywizowanie się nieuznawanych po 1945 socjalistycznych partii emigracyjnych.
W lutym 1948 przedstawiciele Polskiej Partii Socjalistycznej na emigracji, Jugosłowiańskiej Partii Socjalistycznej, Rumuńskiej Partii Socjaldemokratycznej, oraz Węgierskiej Partii Socjaldemokratycznej utworzyli Porozumienie Socjalistów Krajów Środkowej i Wschodniej Europy. Na następnej konferencji 13−15 marca 1948, na posiedzeniu w Paryżu, przedstawiciele tych partii utworzyli "Międzynarodowe Biuro Socjalistyczne" (Bureau International Socialiste − BIS), z siedzibą w Paryżu. Na drugiej konferencji w Paryżu obok dotychczasowych partii dołączyli przedstawiciele Bułgarskiej Socjaldemokratycznej Partii Robotniczej, Estońskiej Socjaldemokratycznej Partii Robotniczej, Łotewskiej Socjaldemokratycznej Partii Robotniczej, Litewskiej Partii Socjaldemokratycznej oraz Ukraińskiego Zjednoczenia Socjalistycznego. Przewodniczącym Biura został jugosłowiański socjalista Živko Topalović, Karol Peyer z Węgier i Juozas Kaminskas z Litwy jako wiceprzewodniczący, oraz Zygmunt Zaremba z PPS jako sekretarz generalny.
W grudniu 1948, na posiedzeniu COMISCO w Clacton-on-Sea, władze tworzącej się Międzynarodówki uznały potrzebę powiązania partii emigracyjnych z Polski, Czechosłowacji, Węgier, Rumunii, Bułgarii i Jugosławii z COMISCO. Z rezerwą potraktowano jednak partie z krajów będących w tym czasie w granicach ZSRR. Na kolejnej konferencji COMISCO w Baarn 14−16 maja 1949, uznano jednoznacznie możliwość uczestniczenia emigracyjnych partii w COMISCO bez prawa głosowania, oraz zaproponowano utworzenie wspólnego ośrodka.    
4−5 lipca 1949 doszło do spotkania przedstawicieli emigracyjnych partii z Polski, Jugosławii, Czechosłowacji, Bułgarii i Węgier, na którym utworzono "Unię Socjalistyczną Europy Środkowo-Wschodniej". Obradom przewodniczył Adam Ciołkosz. W trakcie konferencji wyłoniono władze SUCEE. Przewodniczącym Unii został Vilém Bernard z partii czechosłowackiej, zastępcą Živko Topalović, zaś sekretarzem generalnym Zygmunt Zaremba. SUCEE działało równoległe z Biurem BIS w skład którego wchodziły nieuznawane przez zachód partie z terenów ZSRR. W  grudniu 1949 na konferencji COMISCO uzyskano zgodę na przyjęcie tych partii w szeregi SUCEE. Po tej decyzji Międzynarodowe Biuro Socjalistyczne rozwiązało się w grudniu 1949.
W tym samym terminie odbyła się II Konferencja SUCEE w Paryżu, wprowadzając w jej skład partie: litewską, łotewską i estońską oraz socjalistów ukraińskich. Wyłoniono nowe − a raczej rozszerzone − władze w składzie: Vilém Bernard (Czechosłowacja, przewodniczący), Živko Topalović (Jugosławia, I wiceprzewodniczący), Juozas Kaminskas (Litwa, II wiceprzewodniczący), Zygmunt Zaremba (Polska, sekretarz generalny), Imre Szelig (Węgry, skarbnik). Z rekomendacji SUCEE Adam Ciołkosz wziął udział w pracach nad deklaracją programową nowej międzynarodówki "Cele i zadania demokratycznego socjalizmu".
Na konferencji partii socjalistycznych 30 czerwca − 3 lipca 1951 we Frankfurcie nad Menem, utworzono Międzynarodówkę Socjalistyczną, uznając tę konferencję za I Kongres. W trakcie Kongresu partiom emigracyjnym z Polski, Czechosłowacji, Węgier, Bułgarii i Jugosławii przyznano status partii członkowskich z głosem doradczym. Przyznano również cztery miejsca w Radzie Międzynarodówki, zastrzegając, że trzy należą do partii z Polski, Czechosłowacji i Węgier, zaś czwarte pozostanie rotacyjne. Międzynarodówka nie dopuszczała na forum − pomimo jej przynależności do SUCEE − partii ukraińskiej, ani też nie uznawała statusu emigracyjnych partii: rosyjskiej, gruzińskiej i ormiańskiej. W 1951 do Unii przystąpiła Rumuńska Partia Socjaldemokratyczna. Prawdopodobnie w tym czasie przewodniczącym SUCEE został Zygmunt Zaremba, który kierował Unią do 1964. Wiceprzewodniczącymi byli: Bruno Kalniņš i Živko Topalović, sekretarzem Vilém Bernard, skarbnikiem Imre Szelig.
W 1964 przewodniczącym SUCEE został socjalista łotewski Bruno Kalniņš, sekretarzem Vilem Bernard, a skarbnikiem Imre Szelig. W 1969 skarbnikiem SUCEE został wybrany Stanisław Wąsik z PPS. W 1986 nowym przewodniczącym został Andor Bolcsfoldi, wiceprzewodniczącym Vilém Bernard, zaś sekretarzem Tadeusz Prokopowicz. SUCEE przestało funkcjonować do 1992, gdy zaczęto przyjmować w skład Międzynarodówki partie z Europy Wschodniej.  

### Skład SUCEE
- Bułgarska Socjaldemokratyczna Partia Robotnicza;
- Czechosłowacka Partia Socjaldemokratyczna na emigracji;
- Estońska Socjaldemokratyczna Partia Robotnicza;
- Litewska Partia Socjaldemokratyczna;
- Łotewska Socjaldemokratyczna Partia Robotnicza;
- Jugosłowiańska Partia Socjalistyczna;
- Polska Partia Socjalistyczna na emigracji,
- Rumuńska Partia Socjaldemokratyczna
- Węgierska Partia Socjaldemokratyczna
- Ukraińska Socjaldemokratyczna Partia Robotnicza